# Diecéze bílsko-żywiecká
Diecéze bílsko-żywiecká (latinsky Dioecesis Bielscensis-Zyviecensis) je polská římskokatolická diecéze. Je součástí Krakovské církevní provincie. Diecéze zahrnuje části dvou polských historických zemí, Horního Slezska a Malopolska; částečně je také ohraničena polsko-česko-slovenskými mezistátními hranicemi. Nejvýznamnějšími městy jsou vedle sídelního dvojměstí Bílsko-Bělá, Żywiec, Osvětim, Těšín, Skočov a Čechovice-Dědice.

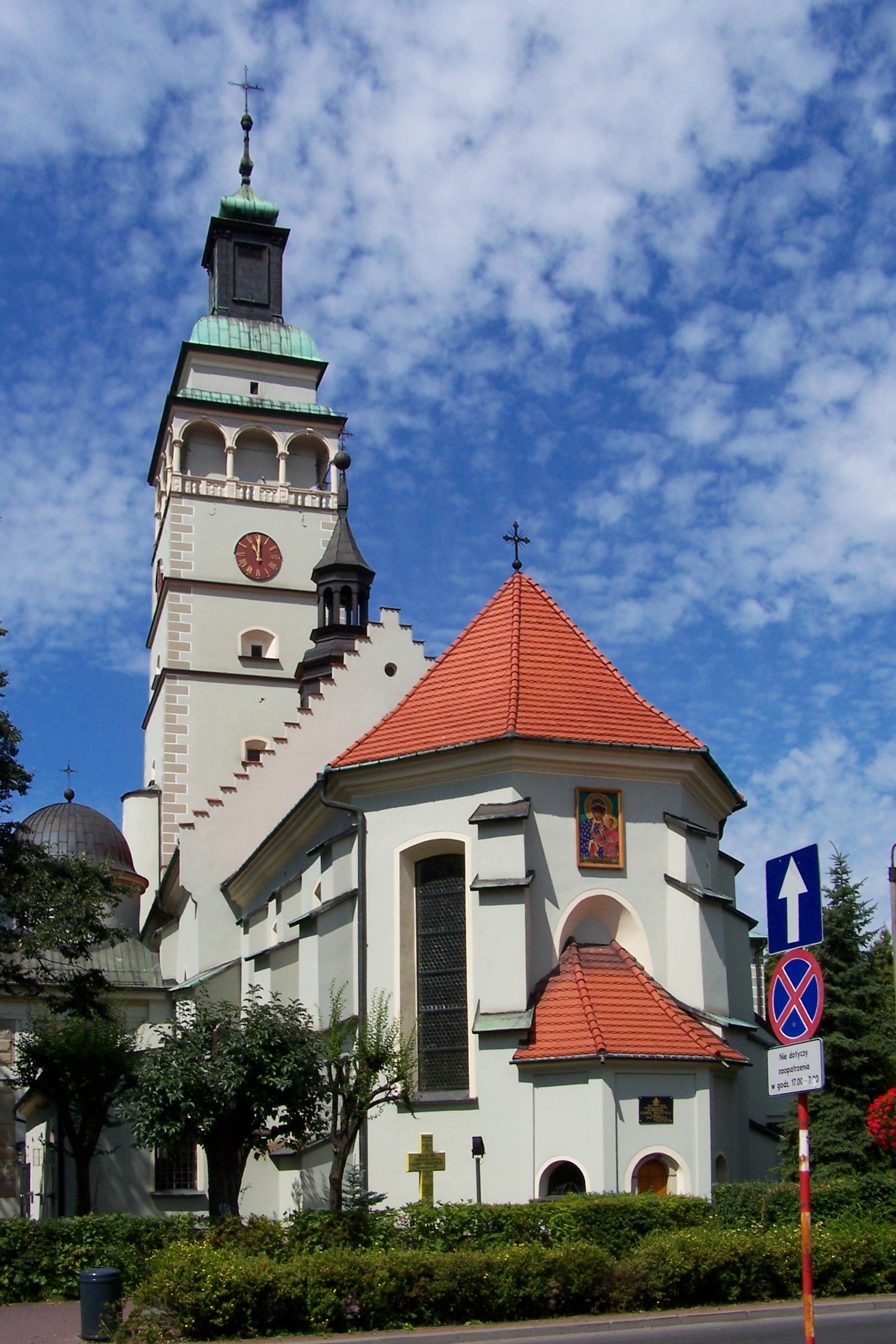
Konkatedrála Narození P. Marie v Żywci

Bílsko-żywiecká diecéze byla zřízena bulou papeže Jana Pavla II. Totus Tuus Poloniae populus dne 25. března 1992. Vznikla ze dvou částí: z polské části Těšínska, které patřilo do roku 1922 k diecézi vratislavské a v letech 1922–92 k apoštolské administratuře, později diecézi katovické (8 děkanátů), a z území okolo Żywce a Osvětimi, které patřilo do roku 1992 k arcidiecézi krakovské (6 děkanátů). Byla přidělena ke Krakovské církevní provincii. Při zřízení diecéze byl diecézním biskupem jmenován Tadeusz Rakoczy (narozen 1938) původně z krakovské arcidiecéze a pomocným biskupem Janusz Edmund Zimniak (narozen 1933), původně pomocný biskup diecéze katovické; ten odešel roku 2010 na odpočiněk a je nyní emeritním pomocným biskupem. Novým pomocným biskupem byl 22. října 2011 jmenován Piotr Greger.
Hlavním chrámem diecéze je bílská katedrála sv. Mikuláše, která byla postavena v letech 1444-47 a naposledy podstatně přestavěna v roce 1912. Druhým hlavním chrámem je konkatedrála Narození Panny Marie v Żywci, rovněž z 15. století. Za patrony diecéze byli zvoleni osvětimský mučedník svatý Maxmilián Maria Kolbe (1894–1941), svatý Jan Sarkander (1576–1620) pocházející ze Skočova a teolog svatý Jan Kanty (1390–1473). V diecézi se nachází místo koncentračního tábora Auschwitz-Birkenau s památníkem umučených, mj. sv. Maxmiliána Kolbeho a sv. Terezie Benedikty od Kříže (Edith Steinové).
Na území diecéze působí patnáct mužských a třicet ženských řádů, mj. milosrdní bratři v Těšíně, dominikáni v Korbielově u Krzyżowé a v Ustroni-Hermanicích, jezuité v Čechovicích-Dědicích, františkáni v Těšíně, Velkých Hůrkách, Koszarawě, Bystré, Kętách a v poustevně v Javořince, minorité v Harmężích u Osvětimi a Rychwałdu u Gilowic, pallotini a redemptoristé v Bílsku-Bělé, salesiáni v Szczyrku, Osvětimi, Visle a Świnné, boromejky v Brenné, Těšíně a Ustroni, bosé karmelitky v Osvětimi, redemptoristky v Bílsku-Bělé, klarisky v Kętách. Duchovní diecéze se vzdělávají na Vyšším duchovním semináři v Krakově a na teologickém institutu sv. Jana Kantyho v Bílsku-Bělé.

## Děkanáty
- Andrychów (12 farností)
- Bílsko-Bělá I – Centrum (8 farností)
- Bílsko-Bělá II – Staré Bílsko (8 farností)
- Bílsko-Bělá III – Východ (10 farností)
- Bílsko-Bělá IV – Západ (9 farností)
- Těšín (7 farností)
- Čechovice (12 farností)
- Holešov (8 farností)
- Jistebná (6 farností)
- Jawiszowice (6 farností)
- Jeleśnia (11 farností)
- Kęty (13 farností)
- Łodygowice (12 farností)
- Milówka (9 farností, 1 duchovní správa)
- Osiek (7 farností, 1 duchovní správa)
- Osvětim (7 farností)
- Radziechowy (9 farností)
- Skočov (11 farností)
- Strumeň (12 farností)
- Wilamowice (9 farností)cze
- Visla (9 farností)
- Żywiec (11 farností)